# La vendetta di Masamune
La vendetta di Masamune (政宗くんのリベンジ?, Masamune-kun no Ribenji), talvolta noto con il titolo internazionale Masamune-kun's Revenge, è un manga scritto da Hazuki Takeoka e disegnato da Tiv, serializzato su Comic Rex dal 27 ottobre 2012 al 27 giugno 2018. Un adattamento anime, prodotto da Silver Link, è stato trasmesso in Giappone tra il 5 gennaio e il 23 marzo 2017.

## Personaggi
Masamune Makabe (真壁 政宗?, Makabe Masamune)
Doppiato da: Natsuki Hanae (ed. giapponese), Danny Francucci (ed. italiana, st.2)
È il protagonista della serie, un ragazzo di bell'aspetto che un tempo è stato oggetto di prese in giro da parte degli altri ragazzi per via delle sue fattezze all'epoca più grassocce. Durante la sua infanzia stringe amicizia con Aki Adagaki, che lo rifiuta dopo che il giovane le confessa i suoi sentimenti e gli assegna il soprannome "Maialotto" (豚足?, Tonsoku). Ciò scaturisce in lui la volontà di sottoporsi a dure diete e svariati allenamenti, arrivando perfino a cambiare il suo nome di famiglia grazie a suo nonno. Pianifica anche di vendicarsi nei confronti di Aki e studia il modo di farla innamorare di lui per poi rifiutarla crudelmente, strategia da lui definita "Morte o amore". Quando Yoshino gli confessa di esser stata lei la vera colpevole della pessima infanzia passata dal protagonista, Masamune è combattuto su come potrebbe riconciliarsi con Aki. Dopo svariate vicende, alla fine Masamune dimostra propriamente il suo amore ad Aki.
Aki Adagaki (安達垣 愛姫?, Adagaki Aki)
Doppiata da: Ayaka Ōhashi (ed. giapponese), Martina Felli (ed. italiana, st.2)
È una ragazza di media altezza con gli occhi azzurri (viola nella seconda stagione) e dei capelli lunghi blu (neri nella seconda stagione) raccolti in due codini, fa parte di una famiglia ricca e ha un fisico snello e magro nonostante la quantità di cibo che mangia. Ha un carattere abbastanza ostile nei confronti dei maschi e non perde occasione per umiliarli essendo molto bella moltissimi ragazzi si dichiarano e non ha ceduto mai neanche ad uno e li rifiuta in modo orribile e umiliante. Ha questo atteggiamento a causa della perdita del suo unico amore ovvero Masamune quando era ancora un "maialotto" e quindi crede che tutti li uomini sono dei bugiardi che non aspettano altro che spezzare il cuore alle ragazze e per questo si nasconde dietro un atteggiamento cattivo e ostile per non essere ferita. Alla fine si innamorerà di Masamune e si fidanzerà con lui.
Yoshino Koiwai (小岩井 吉乃?, Koiwai Yoshino)
Doppiata da: Inori Minase (ed. giapponese), Giorgia Venditti (ed. italiana, st.2)
Neko Fujinomiya (藤ノ宮 寧子?, Fujinomiya Neko)
Doppiata da: Suzuko Mimori (ed. giapponese), Veronica Cuscusa (ed. italiana, st.2)
Tae Futaba (双葉 妙?, Futaba Tae)
Doppiata da: Azusa Tadokoro (ed. giapponese), Alessandra Berardi (ed. italiana, st.2)
Kojūrō Shuri (朱里 小十郎?, Shuri Kojūrō)
Doppiato da: Saori Hayami (ed. giapponese), Annalisa Usai (ed. italiana, st.2)

## Media

### Manga
Il manga, scritto da Hazuki Takeoka e disegnato da Tiv, è stato serializzato sulla rivista Comic Rex di Ichijinsha dal 27 ottobre 2016 al 27 giugno 2018. I vari capitoli sono stati raccolti in undici volumi tankōbon, pubblicati tra il 27 aprile 2013 e il 26 aprile 2019. In America del Nord i diritti sono stati acquistati da Seven Seas Entertainment. Il 26 aprile 2023 inizia la serializzazione di un manga sequel, intitolato Masamune-kun no revenge -engagement- (政宗くんのリベンジ -engagement-?, Masamune-kun no ribenji -engagement-). Un manga spin-off, intitolato Masamune-kun no re***** (政宗くんのリ○○○?, Masamune-kun no ri*****, lett. "La ve****** di Masamune"), è stato serializzato sempre sul Comic Rex dal 27 settembre 2016 al 27 febbraio 2017. I capitoli sono stati raccolti in un singolo volume tankōbon pubblicato il 27 marzo 2017.
In Italia la serie è stata annunciata da RW Edizioni che l'ha pubblicata sotto l'etichetta Goen dal 13 maggio 2022 al 14 luglio 2023.

#### Volumi
| Nº | Data di prima pubblicazione               | Data di prima pubblicazione                                                 | Data di prima pubblicazione | Data di prima pubblicazione |
| Nº | Giapponese                                | Giapponese                                                                  | Italiano                    | Italiano                    |
| -- | ----------------------------------------- | --------------------------------------------------------------------------- | --------------------------- | --------------------------- |
| 1  | 27 aprile 2013                            | ISBN 978-4-7580-6372-2                                                      | 13 maggio 2022              | ISBN 978-88-9284-447-6      |
| 2  | 27 luglio 2013                            | ISBN 978-4-7580-6403-3                                                      | 14 ottobre 2022             | ISBN 978-88-9284-648-7      |
| 3  | 27 marzo 2014                             | ISBN 978-4-7580-6432-3                                                      | 28 ottobre 2022             | ISBN 978-88-9284-579-4      |
| 4  | 27 settembre 2014                         | ISBN 978-4-7580-6471-2                                                      | 25 novembre 2022            | ISBN 978-88-9284-475-9      |
| 5  | 27 aprile 2015                            | ISBN 978-4-7580-6497-2                                                      | 30 dicembre 2022            | ISBN 978-88-9284-503-9      |
| 6  | 27 novembre 2015                          | ISBN 978-4-7580-6552-8                                                      | 13 gennaio 2023             | ISBN 978-88-9284-534-3      |
| 7  | 27 giugno 2016                            | ISBN 978-4-7580-6590-0                                                      | 27 gennaio 2023             | ISBN 978-88-9284-575-6      |
| 8  | 27 gennaio 2017 (ed. regolare & speciale) | ISBN 978-4-7580-6641-9 (ed. regolare) ISBN 978-4-7580-6642-6 (ed. speciale) | 21 aprile 2023              | ISBN 978-88-9284-588-6      |
| 9  | 5 febbraio 2018 (ed. regolare & speciale) | ISBN 978-4-7580-6706-5 (ed. regolare) ISBN 978-4-7580-6707-2 (ed. speciale) | 26 maggio 2023              | ISBN 978-88-9284-693-7      |
| 10 | 27 luglio 2018 (ed. regolare & speciale)  | ISBN 978-4-7580-6730-0 (ed. regolare) ISBN 978-4-7580-6731-7 (ed. speciale) | 30 giugno 2023              | ISBN 978-88-9284-752-1      |
| 11 | 26 aprile 2019                            | ISBN 978-4-7580-6799-7                                                      | 14 luglio 2023              | ISBN 978-88-9284-793-4      |

### Light novel
Una trasposizione letteraria in formato light novel, scritta da Takeoka e illustrata da Tiv, è stata pubblicata da Ichijinsha in un volume singolo il 20 dicembre 2013.
| Nº | Data di prima pubblicazione | Data di prima pubblicazione | Data di prima pubblicazione |
| Nº | Giapponese                  | Giapponese                  |                             |
| -- | --------------------------- | --------------------------- | --------------------------- |
| 1  | 20 dicembre 2013            | ISBN 978-4-7580-4509-4      |                             |

### Anime

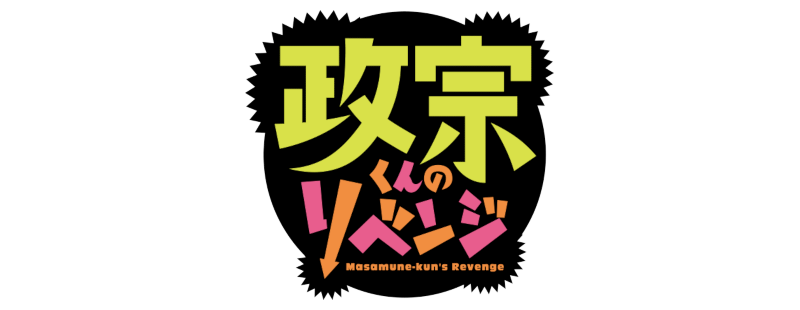
Logo della serie

Annunciato il 23 giugno 2016 da Ichijinsha, un adattamento anime, prodotto da Silver Link e diretto da Mirai Minato, è andato in onda dal 5 gennaio al 23 marzo 2017. Le sigle di apertura e chiusura sono rispettivamente Wagamama mirror heart (ワガママMIRROR HEART?) di Ayaka Ōhashi ed Elemental World di ChouCho. In tutto il mondo, ad eccezione dell'Asia, gli episodi sono stati trasmessi in streaming in simulcast, anche coi sottotitoli in lingua italiana, da Crunchyroll. La serie animata (escluso l'OAV) si ferma al settimo volume del manga centrale (27 giugno 2016).
Il 2 aprile 2022 è stata annunciata una seconda stagione intitolata Masamune-kun's Revenge R. I membri principali dello staff e del cast tornano a ricoprire i rispettivi ruoli. Inizialmente prevista per aprile 2023, la stagione è stata posticipata al 3 luglio seguente per via della pandemia di COVID-19 che ha colpito la produzione. La trasmissione si è conclusa il 18 settembre 2023. La sigla d'apertura è Please, please! di Ayaka Ōhashi. Il 21 giugno 2023 Crunchyroll ha annunciato il doppiaggio italiano della seconda stagione il quale è stato pubblicato dal 3 luglio al 18 settembre seguenti.

#### Episodi

##### Prima stagione
| Nº  | Titolo italiano Giapponese 「Kanji」 - Rōmaji | In onda          | In onda |
| Nº  | Titolo italiano Giapponese 「Kanji」 - Rōmaji | Giapponese       |         |
| 1   | L'uomo che fu Maialotto 「豚足と呼ばれた男」 - Tonsoku to yobareta otoko | 5 gennaio 2017   |         |
| 1   | Da piccolo, Makabe Masamune era un bimbo grassottello, ma dopo molti anni di allenamenti è riuscito a perdere peso e diventare un bel ragazzo. Il perché di tutto questo impegno è presto detto: vendetta. La sua intenzione è far innamorare di sé la ragazza che, quando erano piccoli, l'aveva chiamato Maialotto, per poi restituirle il favore mollandola. |                  |         |
| 2   | Cenerentola non sorride 「シンデレラは笑わない」 - Shinderera wa warawanai | 12 gennaio 2017  |         |
| 2   | Masamune ha ricevuto una lettera molto particolare, un foglio con su scritto "Maialotto". Capendo subito che chiunque gliel'abbia mandata è a conoscenza del suo passato, Masamune decide di trovarne l'autore, ma quando arriva finalmente a scoprirlo, si trova davanti a una notevole sorpresa. |                  |         |
| 3   | Lo spettacolo di magia di Yoshino 「吉乃のマジックショー」 - Yoshino no majikku shō | 19 gennaio 2017  |         |
| 3   | Masamune vuole a tutti i costi strappare ad Aki la promessa di un'uscita insieme, così decide di sfidarla. Lui e Kojūrō affronteranno Aki e Yoshino in una sfida atta a ottenere il maggior risultato in un esame. Se Masamune vincerà, lui e Aki potranno uscire insieme, ma se perderà sarà costretto a sopportare fino al diploma qualsiasi soprannome Aki deciderà di affibbiargli. |                  |         |
| 4   | Pericolo imminente 「今そこにある危機」 - Ima soko ni aru kiki | 26 gennaio 2017  |         |
| 4   | Intenzionato a mettere a punto una strategia per vendicarsi di Aki, Masamune si documenta leggendo il manga shōjo Rose e steroidi, ma Yoshino gli spiega di star prendendo la direzione sbagliata. Masamune decide così di lasciar perdere l'approccio aggressivo tenuto fino a quel momento e provare a ignorare Aki. |                  |         |
| 5   | Una gattina misteriosa 「ミステリアス・キャット」 - Misuteriasu Kyatto | 2 febbraio 2017  |         |
| 5   | Masamune salva Aki dall'essere investita da una macchina, salvo vedere poco dopo la ragazza misteriosa del veicolo venirgli incontro. Questi abbraccia Masamune, dicendogli poi di aver desiderato di poterlo rivedere per anni. Pochi giorni dopo, la stessa ragazza di nome Neko Fujinomiya si trasferisce nella loro classe, e da allora l'umore di Aki va stabilmente peggiorando. |                  |         |
| 6   | All'attacco! Scontro fra ospiti 「突撃！お宅訪問戦」 - Totsugeki! Otaku hōmon-sen | 9 febbraio 2017  |         |
| 6   | Neko fa di tutto per conquistare il cuore di Masamune, il quale, dal canto suo, sembra completamente ignaro di tali sentimenti. Una volta tornato a casa, il ragazzo si trova davanti Neko e Yoshino, intente a preparare da mangiare. Ovviamente cade nel panico, considerato che in camera sua tiene molti ricordi del passato che non vuole assolutamente che vengano scoperti. |                  |         |
| 7   | Incidente sull'isola Tsunade 「綱手島事件」 - Tsunade-jima jiken | 16 febbraio 2017 |         |
| 7   | Gli esami sono finiti e le vacanze estive hanno finalmente inizio. Masamune studia la prossima mossa da compiere per avvicinarsi ad Aki e, insieme al resto della compagnia, la raggiunge alla sua residenza estiva, una villa su un'isola. Lì, Yoshino avverte Masamune che se non riuscirà a fare progressi durante il soggiorno, racconterà ad Aki tutto il suo piano. Arrivati sull'isola incontrano Yuigasaki, la segretaria della famiglia Adagaki, a cui Masamune si presenta come il ragazzo di Aki, strategia che li costringerà a fingere di essere a tutti gli effetti innamorati. |                  |         |
| 8   | Non sei tu 「君じゃないんだ」 - Kimi janain da | 23 febbraio 2017 |         |
| 8   | Masamune riceve una telefonata inaspettata da Aki. Poco dopo si accorge con orrore che la fotografia sua e di Aki da bambini è scomparsa dalla sua stanza. Certo che sia stata Neko a sottrargliela, Masamune si intrufola di soppiatto nella camera della ragazza per scoprire la verità, ma viene scoperto proprio da Neko. È allora che la ragazza tenta invano di sedurlo. |                  |         |
| 9   | Le parole giuste sono amore e affetto 「愛とも恋ともいうけれど」 - Ai tomo koi tomo iu keredo | 2 marzo 2017     |         |
| 9   | Dopo essere stata rifiutata da Masamune, Neko svanisce nel nulla e tutti i suoi compagni si affrettano a cercarla. Aki sembra provare un certo dispiacere per Neko, per via del rifiuto subìto, e Masamune decide di chiederle se si ricorda del soprannome "Maialotto". Quando finalmente trovano Neko, la ragazza inizia a parlare del passato. |                  |         |
| 10  | Nuovo trimestre, nuovi dubbi 「疑惑の新学期」 - Giwaku no shin gakki | 9 marzo 2017     |         |
| 10  | Di fronte ad Aki si presenta un secondo Masamune: il suo vero nome è Gasō Kanetsugu, e quando Masamune cerca di incalzare Aki con la sua corte spietata, scopre che lei e il ragazzo sono ufficialmente fidanzati. Notando che Aki tratta Gasō in modo completamente diverso dal suo, Masamune va nel panico e chiede a Yoshino consigli sul da farsi. |                  |         |
| 11  | La Biancaneve del festival della Yasaka 「八坂祭の白雪姫」 - Yasaka-sai no shirayukihime | 16 marzo 2017    |         |
| 11  | Due versioni di Biancaneve si affrontano sul palcoscenico del festival culturale, e quella che riceverà più voti regalerà al suo protagonista un ballo con Aki. La sfida aperta fra Masamune e Kanetsugu passa però in secondo piano di fronte a un colpo di scena; entrambi si trovano in una situazione decisamente inaspettata. |                  |         |
| 12  | Mai lasciare il microfono, nemmeno se muori 「死んでもマイクを手放すな」 - Shindemo, maiku o tebanasu na | 23 marzo 2017    |         |
| 12  | Dopo tanto patire e dopo tanto penare, il festival culturale si è finalmente concluso. Entrambi gli schieramenti si ritrovano al karaoke per la festa conclusiva e decidono che l'ultima sfida si terrà proprio lì, a colpi di canzone. Masamune tenta di compiere la sua vendetta, in un certo qual modo. |                  |         |
| OAV | Com'era prevedibile, mia mamma... 「うちのママにかぎって」 - Uchi no mama ni kagitteRitorno all'Isola Tsunade 「綱手島、ふたたび。」 - Tsunade shima, futatabi.Cenerentola dopo le 12 「12時を過ぎたシンデレラ」 - 12-Ji o sugita Shinderera | 27 luglio 2018   |         |

##### Seconda stagione
| Nº | Titolo italiano Giapponese 「Kanji」 - Rōmaji                                                                               | In onda           | In onda           |
| Nº | Titolo italiano Giapponese 「Kanji」 - Rōmaji                                                                               | Giapponese        | Italiano          |
| 1  | La piccola dama parigina 「巴里とオがつくマドモアゼル」 - Pari to o ga tsuku madomoazeru                                    | 3 luglio 2023     | 3 luglio 2023     |
| 2  | La confessione della Principessa 「プリンセスの告白」 - Purinsesu no kokuhaku                                               | 10 luglio 2023    | 10 luglio 2023    |
| 3  | Compaiono quando meno te l'aspetti 「忘れたころにやってくる」 - Wasureta koro ni yattekuru                                  | 17 luglio 2023    | 17 luglio 2023    |
| 4  | Non mi innamorerò mai di te, Maialotto 「あんたなんか好きにならないわよ、豚足」 - Anta nanka suki ni naranai wa yo, Tonsoku | 24 luglio 2023    | 24 luglio 2023    |
| 5  | E così siamo diventati una coppia 「彼と、彼女になりまして」 - Kare to, kanojo ni narimashite                               | 31 luglio 2023    | 31 luglio 2023    |
| 6  | Il nostro secondo appuntamento 「二度目のデート」 - Futatabime no Dēto                                                      | 7 agosto 2023     | 7 agosto 2023     |
| 7  | Una confessione inutile 「言うても詮無き告白ですが」 - Yuute mo sennaki kokuhaku desu ga                                    | 14 agosto 2023    | 14 agosto 2023    |
| 8  | Ci sono cose di cui non dovresti renderti conto 「気づいちゃいけないこともある」 - Kidzuicha ikenai koto mo aru             | 21 agosto 2023    | 21 agosto 2023    |
| 9  | San Valentino ti osserva 「聖バレンタインが見ている」 - Hijiri Barentain ga mite iru                                        | 28 agosto 2023    | 28 agosto 2023    |
| 10 | Tormentati 「ホワイトアウト」 - Howaito Auto                                                                                | 4 settembre 2023  | 4 settembre 2023  |
| 11 | Affronta i tuoi sentimenti 「自分の気持ちに向き合って」 - Jibun no kimochi ni mukiatte                                      | 11 settembre 2023 | 11 settembre 2023 |
| 12 | Dead or love? 「Dead or love？」                                                                                            | 18 settembre 2023 | 18 settembre 2023 |